# Милонит
Милони́т (от греч. μύλος, мельница) — мелкоперетёртая, рассланцованная горная порода-тектонит, образующаяся при перемещении горных масс по поверхностям сдвиговых нарушений (надвигов, взбросов и т. п.) в процессе милонитизации. Милониты образуются из самых разнообразных пород (в том числе гранитов, гнейсов, кристаллических сланцев, кварцитов) в условиях пластической деформации, которая вызывает динамическую рекристаллизацию минералов. С применением микроскопа можно увидеть обломки минералов исходной породы (кварца, полевого шпата, чешуйки слюды) или вновь образованных (серицита, цоизита), вкраплённые в тонкодисперсные агрегаты мягких минералов.

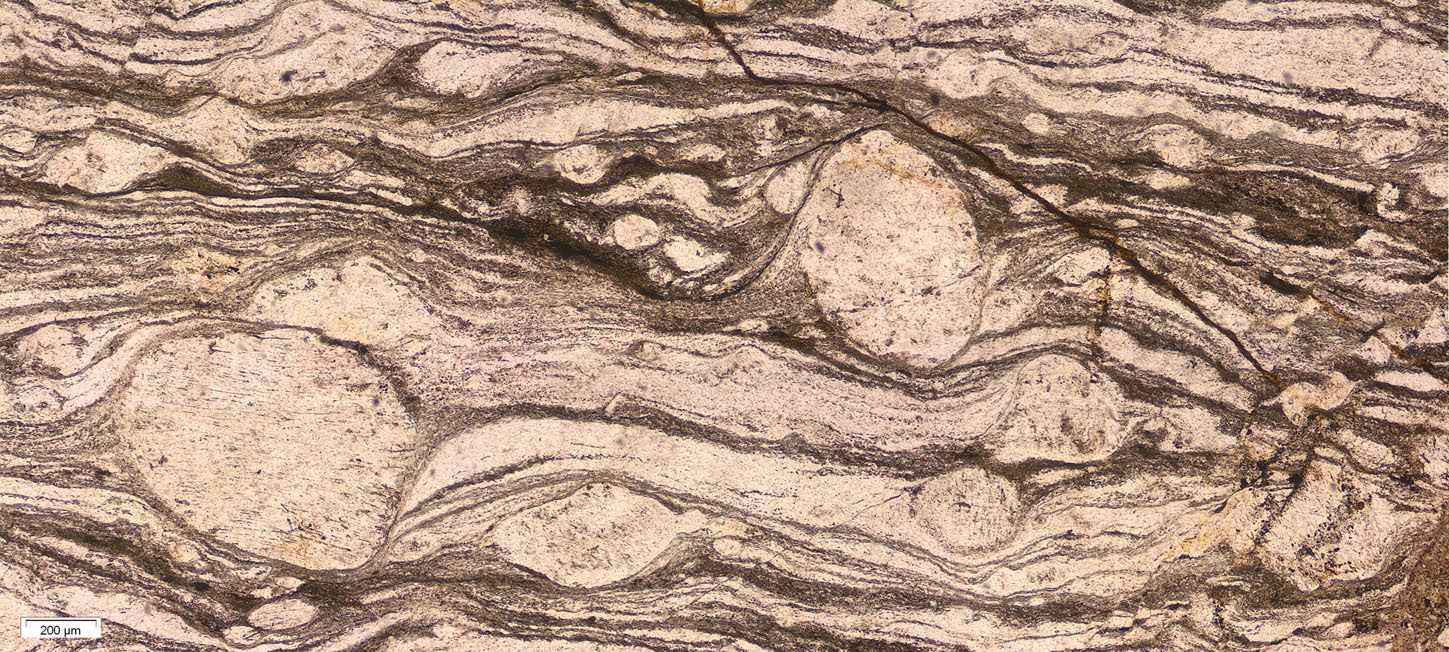
Милонит под микроскопом. Рисунок обтекания указывает на правосторонний сдвиг (верхние слои двигались вправо)

Для милонита типично линейное расположение образующих его частиц мелкозернистого (вплоть до пылевидного) основного материала (ткани) с вкраплениями полуразрушенных зёрен исходных минералов, так называемых порфирокластов. Порфирокласты обычно меньше по размеру, чем зёрна исходной породы и могут иметь угловатую, закруглённую или линзовидную форму. Обтекание порфирокластов полосками основной ткани, обычно серого или чёрного цвета, иногда создаёт завитки, по которым можно определить направление сдвига. По содержанию порфирокластов разделяются:
- протомилониты (более 50 % порфирокластов);
- ортомилониты (10—50 %);
- ультрамилониты (менее 10 %).

Милонитизация является конечной стадией дробления горных пород, чем отличается от катаклаза. Зоны милонитов находятся в глубине разрывов и могут иметь толщину от миллиметров до километров, мощные, десятки километров длиной, пласты сопровождают региональные надвиги (например, в Уральских горах, на Тянь-Шане, в Кавказских горах, на Алтае). На краях зоны милонитов линейная или сланцеватая текстура сменяется текстурой и исходной породы.